# Риклз, Бэт
Бэт Риклс (Настоящее имя Бет Рикс, родилась 7 июня 1995 года) — валлийский автор молодежной художественной литературы.

## Биография
Родилась и выросла в Ньюпорте, Уэльс, где посещала местную начальную школу Mount Pleasant Primary и общеобразовательную школу Bassaleg. Окончила Эксетерский университет по специальности физика.
Свой первый юношеский роман «Будка поцелуев» написала в 15 лет и опубликовала его главу за главой на Wattpad — сайте для обмена историями. Роман пользовался огромной популярностью, получив приз Wattpad 2011 в категории «Самая популярная подростковая фантастика». В том же году издательство Penguin Random House предложило Рикс контракт на издание трех книг. «Будка поцелуев» была опубликована  Random House в 2012 году, за ней последовали «Rolling Dice» и «Out of Tune» . Год спустя журнал Time включил ее в число «16 самых влиятельных подростков 2013 года». В 2014 году газета The Times назвала ее одной из «25 лучших молодых авторов поколения до 20 лет».
«Будка поцелуев» была адаптирована одлниименного фильма «Будка поцелуев», премьера которого состоялась на Netflix в 2018 году. Продолжение «Будка поцелуев 2: На расстоянии» было опубликовано в 2020 году, а в том же году на Netflix состоялась премьера экранизации. Третий фильм «Будка поцелуев 3: Последний раз» и соответствующая книга были выпущены 11 августа 2021 года. Первый роман для взрослых «Любовь взаперти» был опубликован издательством Sphere Books в феврале 2022 года.  2 февраля 2023 года вышел в свет роман Faking It.

## Основные работы
- The Kissing Booth (2012)
- Rolling Dice (2013)
- Out of Tune (2014)
- The Kissing Booth 2: Going the Distance (2020)
- The Kissing Booth 3: One Last Time (2021)
- Love, Locked Down (2022)
- Seven Days of You (2022)